# Inspektionen för arbetslöshetsförsäkringen
Inspektionen för arbetslöshetsförsäkringen (IAF) är en svensk statlig förvaltningsmyndighet, som rapporterar till Arbetsmarknadsdepartementet och ansvarar för tillsyn över arbetslöshetsförsäkringen, arbetslöshetskassorna och Arbetsförmedlingens handläggning av ärenden som har samband med arbetslöshetsförsäkringen. Inspektionen leds av en generaldirektör, som sedan den 1 september 2022 är Mathias Wahlsten.
Myndigheten som startade sin verksamhet 2 januari 2004 tog över uppgifter som AMS hade haft på arbetslöshetsförsäkringens område, framför allt tillsyn över arbetslöshetskassorna. Dessutom skapades en helt ny uppgift nämligen att IAF ska granska hur Arbetsförmedlingen utför sina uppgifter inom försäkringen.

## Inspektionens uppdrag
IAF ska utöva tillsyn över att de självständiga arbetslöshetskassorna tillämpar reglerna för arbetslöshetsförsäkringen korrekt, så att arbetssökande behandlas rättssäkert, föra det officiella registret över arbetslöshetskassorna, (AKREG), samt granska att Arbetsförmedlingen utför sina uppgifter inom arbetslöshetsförsäkringen korrekt så att arbetssökande i likartade situationer behandlas lika över hela landet.
Därutöver för IAF statens talan i domstol och meddelar föreskrifter till de lagar som reglerar försäkringen, samt utfärdar intyg för personer som vill ta med sig sin arbetslöshetsersättning när de söker jobb i annat EU- eller EES-land.

## Generaldirektörer för IAF
| Namn                          | Period      |
| ----------------------------- | ----------- |
| Bo Jangenäs                   | 2004 - 2007 |
| Ann-Marie Qvarfort            | 2007 - 2013 |
| Gunilla Wandemo Tillförordnad | 2013 - 2014 |
| Jan-Olof Dahlgren             | 2014 - 2016 |
| Peter Ekborg                  | 2016-2022   |
| Mathias Wahlsten              | 2022-       |